# Château de Caputh
Le château de Caputh est un petit château situé à Caputh dans la commune de Schwielowsee, près de Potsdam (Brandebourg). Il a été décrit par Theodor Fontane dans ses Promenades de la Marche de Brandebourg.

## Histoire

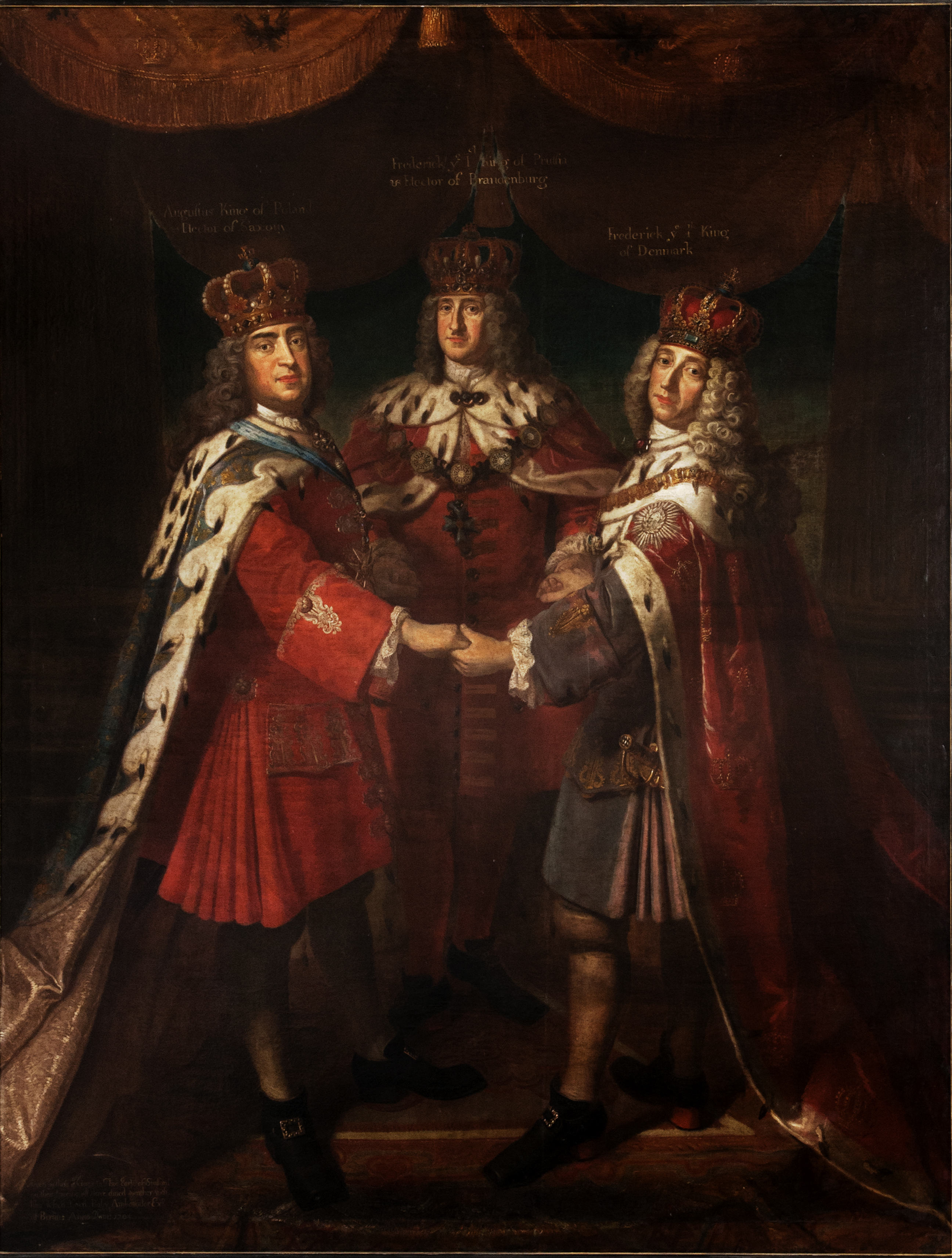
Rencontre des trois rois, collection du château de Caputh

Le château de Caputh est le seul château préservé du début de l'époque baroque des environs de Potsdam. Il y avait ici au début du XVIe siècle une résidence d'été de la princesse Catherine de Brandebourg-Küstrin (1549-1602), épouse de Joachim III Frédéric de Brandebourg, qui est détruite pendant la Guerre de Trente Ans. Philippe de La Chièze construit un nouveau château à partir de 1662 pour le Grand Électeur Frédéric-Guillaume qui acquiert Caputh et ses terres, ainsi que celles de Weinberg, plus tard. Il en fait don en 1671 à sa seconde épouse, Dorothée-Sophie, qui le fait agrandir et embellir.
C'est au château qu'a lieu le 8 juillet 1709 l'un des séjours de la rencontre des trois rois (Dreikönigstreffen) entre Frédéric Ier de Prusse, Auguste le Fort et Frédéric IV de Danemark pour renforcer les alliances pendant la seconde partie de la  Guerre du Nord. Il sert à partir de 1713 de château de chasse et de festivités. Le général August von Thümen l'achète en 1820. Il passe en héritage en 1908 à la famille von Willich, jusqu'à ce qu'ils en soient expulsés en 1947. Il sert alors de maison d'éducation. Il a été restauré entre 1995 et 1999 pour cinq millions d'euros.

## Décoration intérieure
La salle de bal est particulièrement réputée pour son décor. La salle des carreaux est aussi prisée des visiteurs d'aujourd'hui car murs et plafond sont décorés de 7 500 carreaux de faïence hollandais bleus. Elle servait de salle-à-manger au retour de la chasse. La décoration originelle avec ses stucs est restée presqu'inchangée dans la plupart des salles. On remarque du mobilier en laque de Chine, des collections de porcelaine et de faïence, et des sculptures ayant appartenu à Dorothée-Sophie de Brandebourg. On trouve aussi un bureau d'ébène et d'ivoire venant du château de Berlin.
La collection de tableaux comprend surtout des maîtres flamands. La Dame au perroquet de Willem van Mieris (1662-1747) a été dérobée par des soldats britanniques et prise comme butin de guerre par les forces occupantes après-guerre.

## Parc
Le jardin à la française a été transformé en jardin anglais selon un plan de Lenné vers 1830. Il s'étend sur 3,5 hectares au bord du lac de Templin et sa partie sud au bord de la Havel. De nombreux marronniers y sont plantés. Le général von Thümen a fait ériger une Kavaliershaus, maison d'agrément entre le château et la Havel qui sert aujourd'hui de restaurant.

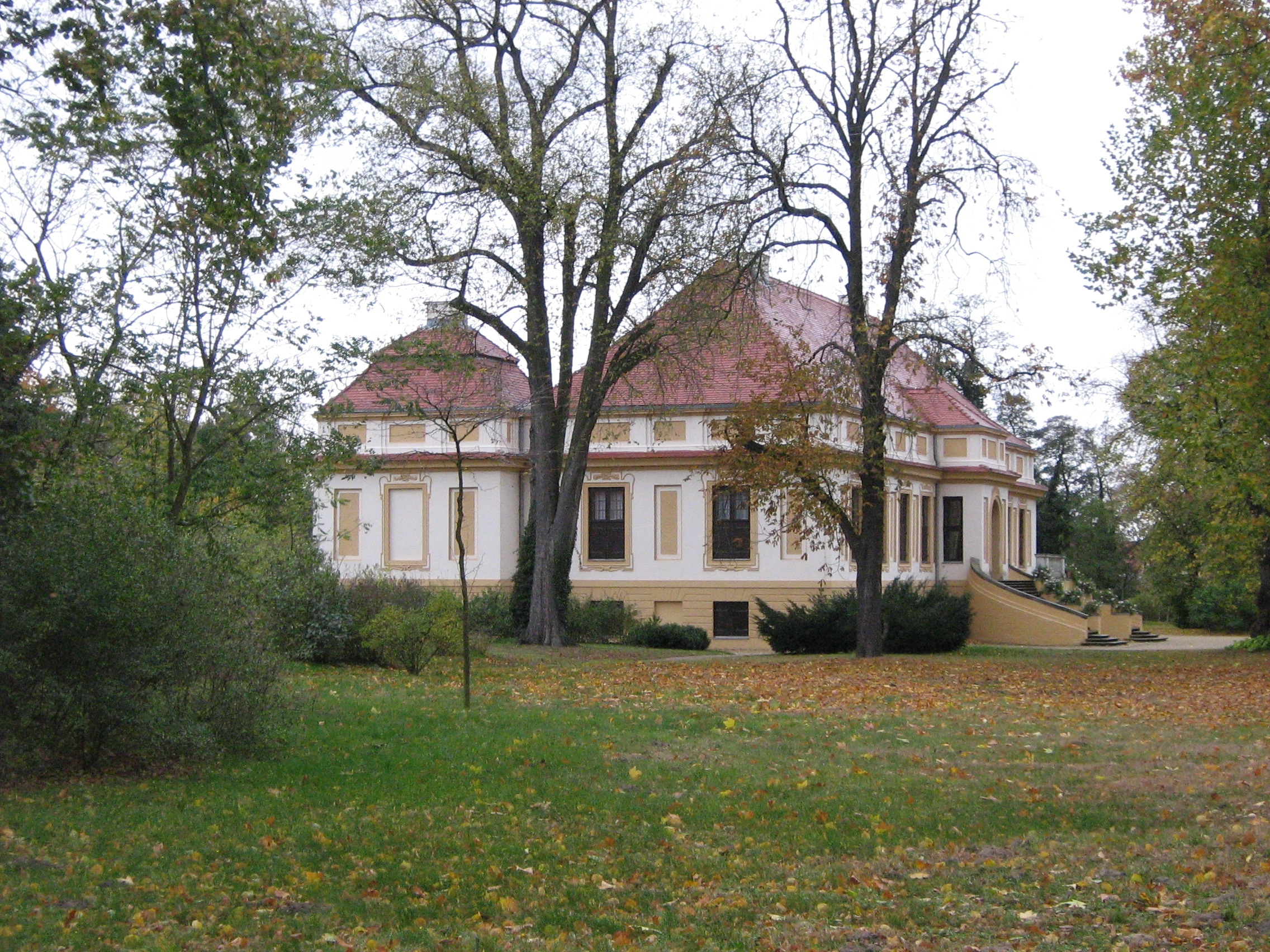
Vue du château de côté
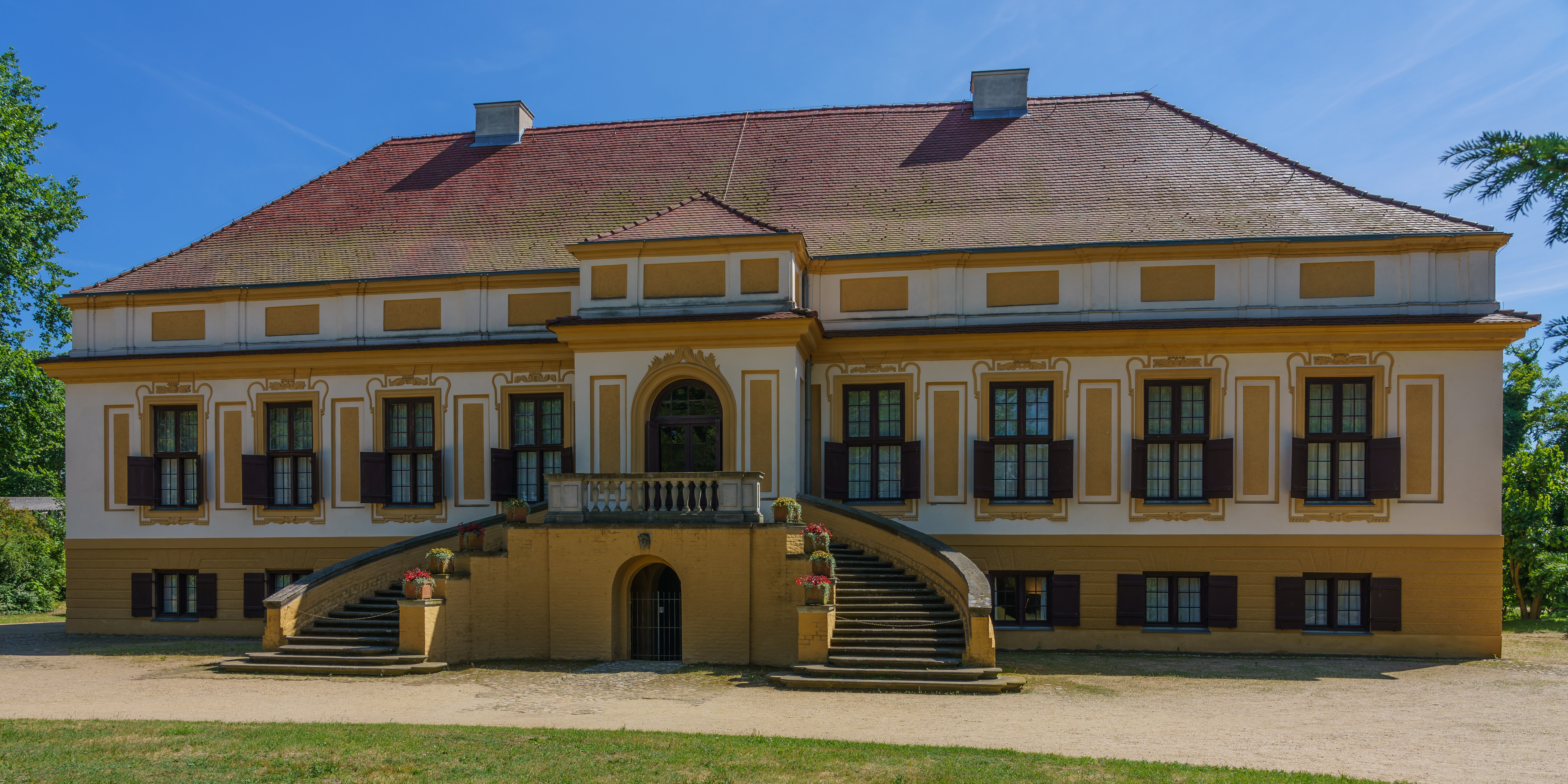
Façade arrière
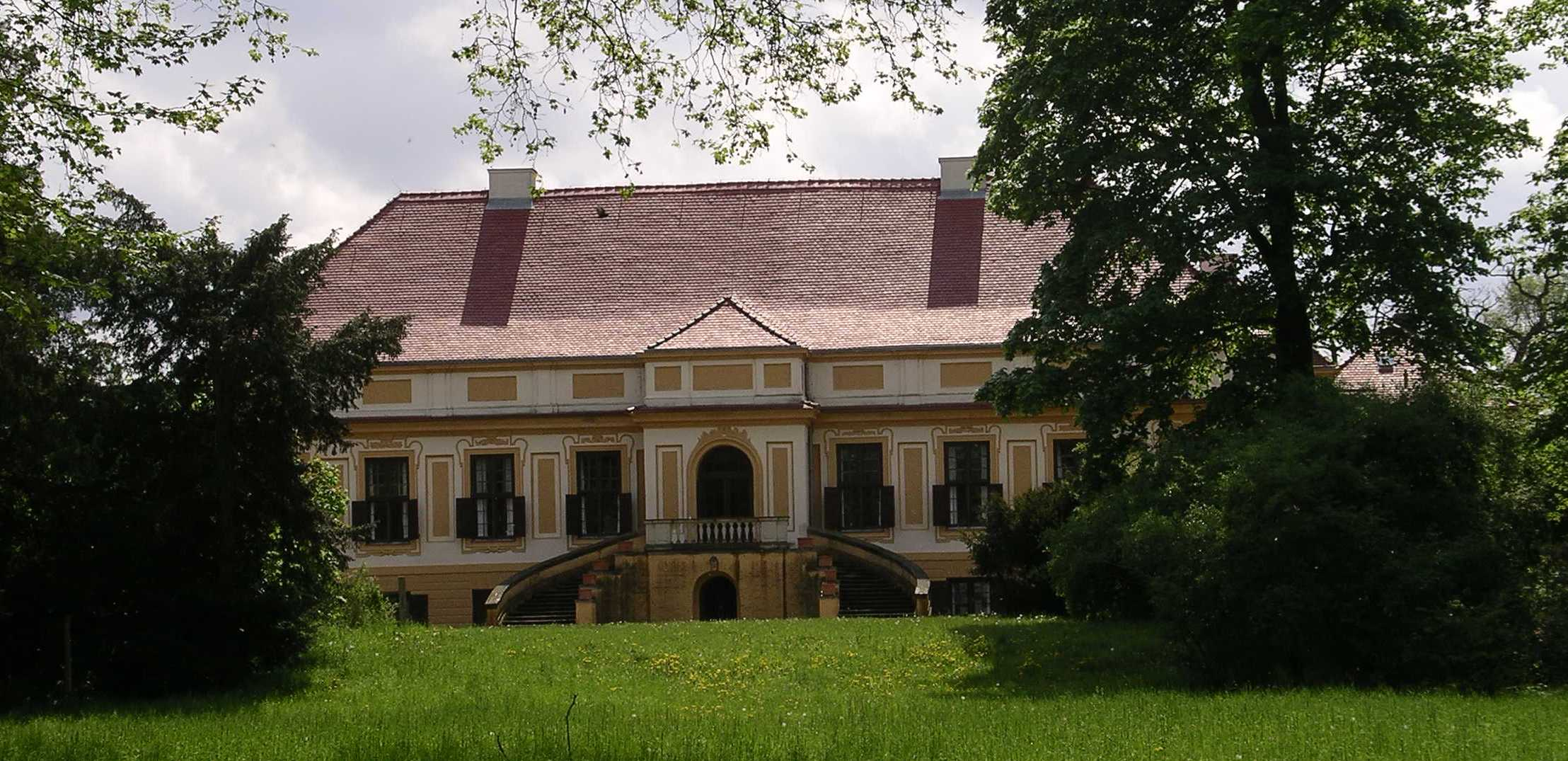
Vue du château à partir du lac
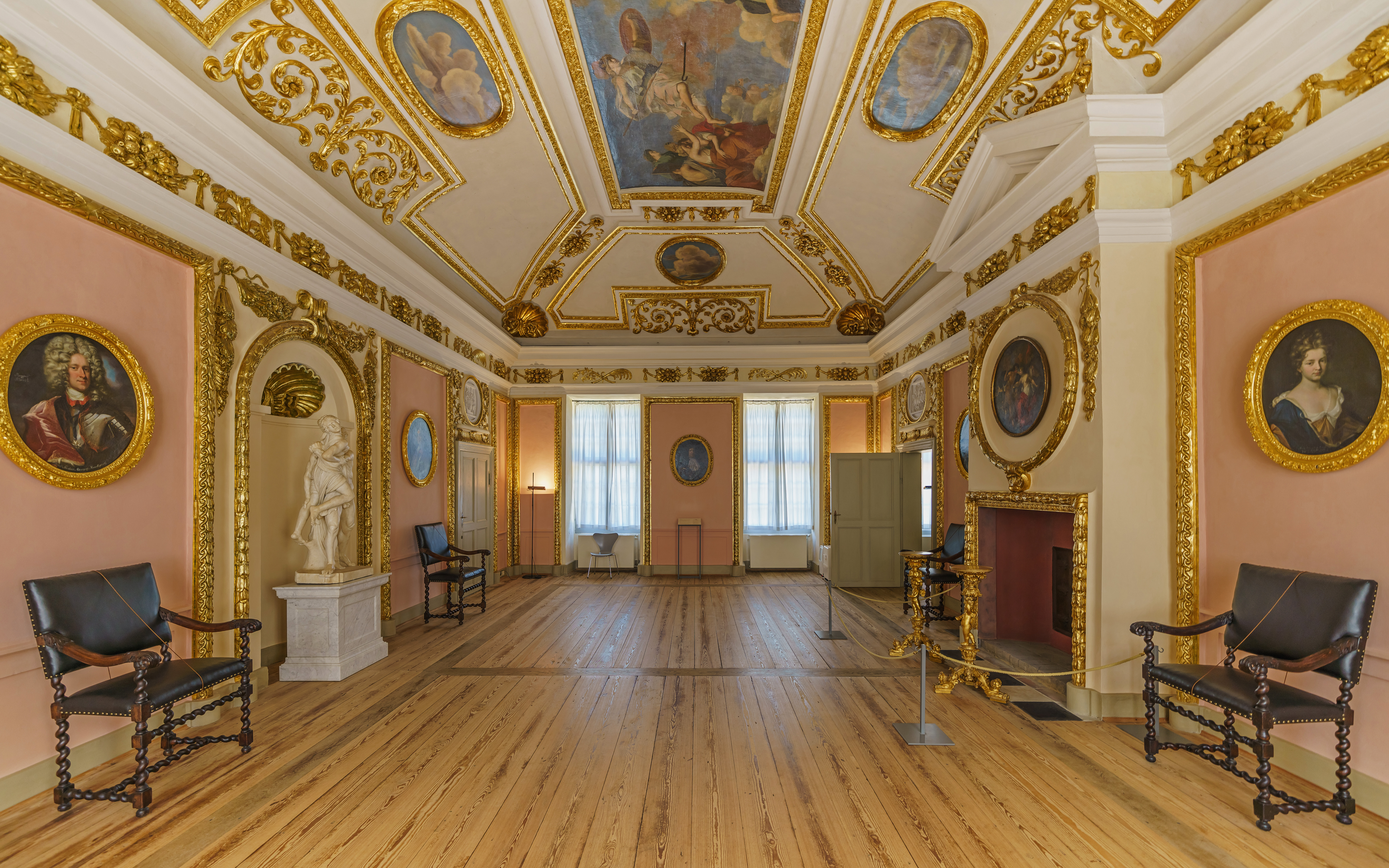
Vue d'intérieur

## Source
- (de) Cet article est partiellement ou en totalité issu de l’article de Wikipédia en allemand intitulé « Schloss Caputh » (voir la liste des auteurs).